# 35. Festiwal Polskich Filmów Fabularnych w Gdyni

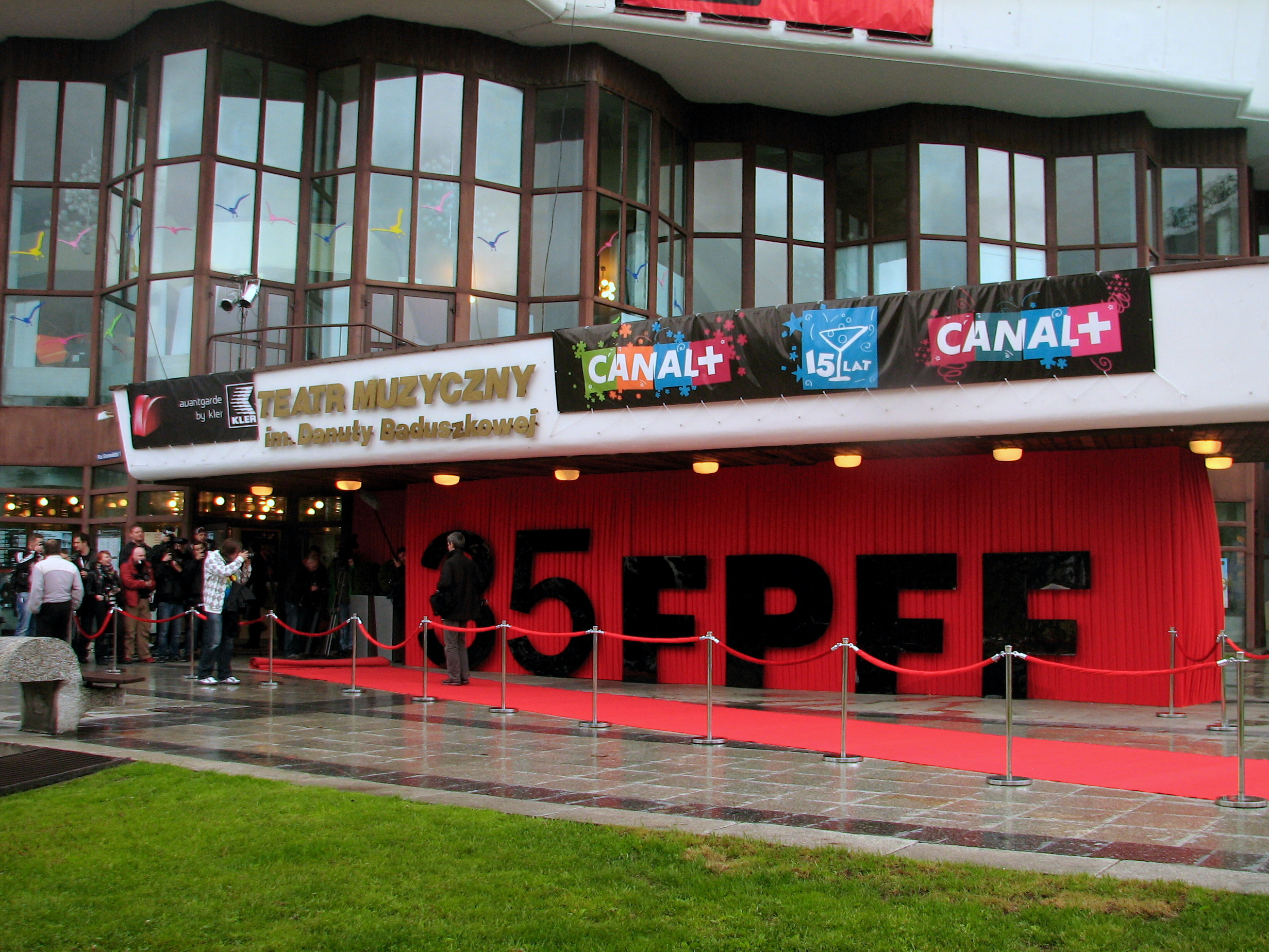
35. Festiwal Polskich Filmów Fabularnych w Gdyni

35. Festiwal Polskich Filmów Fabularnych 2010 w Gdyni – odbył się w dniach 24–29 maja 2010 roku.

## Filmy startujące w konkursach

### Konkurs Główny
1. Chrzest – reż. Marcin Wrona
2. Cisza – reż. Sławomir Pstrong
3. Cudowne lato – reż. Ryszard Brylski
4. Erratum – reż. Marek Lechki
5. Fenomen – reż. Tadeusz Paradowicz
6. Joanna – reż. Feliks Falk
7. Jutro będzie lepiej – reż. Dorota Kędzierzawska
8. Kołysanka – reż. Juliusz Machulski
9. Made in Poland – reż. Przemysław Wojcieszek
10. Mała matura 1947 – reż. Janusz Majewski
11. Matka Teresa od kotów – reż. Paweł Sala
12. Milion dolarów – reż. Janusz Kondratiuk
13. Mistyfikacja – reż. Jacek Koprowicz
14. Nie opuszczaj mnie – reż. Ewa Stankiewicz
15. Różyczka – reż. Jan Kidawa-Błoński
16. Skrzydlate świnie – reż. Anna Kazejak
17. Święty interes – reż. Maciej Wojtyszko
18. Trick – reż. Jan Hryniak
19. Trzy minuty. 21:37 – reż. Maciej Ślesicki
20. Wenecja – reż. Jan Jakub Kolski

### Konkurs Kina Niezależnego
1. 15 fotografii – reż. Franciszek Dzida
2. At Oglog – reż. Kuba Zubrzycki
3. Bajzel po polsku – reż. Eugeniusz Kluczniok
4. Lida – reż. Anna Górecka
5. Mam cię na taśmie – reż. Maciej Buchwald
6. Mayday – reż. Jakub Brzękowski
7. Na granicy – reż. Jolanta Budziak
8. Nędza – reż. Filip Rudnicki
9. Non sono pronto – reż. Michał Grzybowski
10. O nas – reż. Piotr Sajkowski
11. Orkiestra niewidzialnych instrumentów – reż. Cezary Albin
12. Plan - reż. Sławomir Pstrong
13. Popołudnie – reż. Mateusz Damięcki, Modest Ruciński
14. Prosta historia o miłości – reż. Arkadiusz Jakubik
15. Requiem zagubionych dusz – reż. Dominik Watin
16. Tam i z powrotem – reż. Michał Baczuń
17. Warszawiak, tubylec i Maciuś – reż. Paweł Słomkowski
18. Wyłączność – reż. Krzysztof Szot

### Konkurs Młodego Kina
1. ...ziemialekkąbędzie – reż. Grzegorz Dębowski
2. 9 dołek - reż. Michał Węgrzyn, Wojciech Węgrzyn
3. 400 hektarów - reż. Wojciech Węgrzyn
4. Aria dla szatniarza – reż. Mark R.Wegner
5. Babie lato – reż. Maciej Cendrowski
6. Brzydkie słowa – reż. Marcin Maziarzewski
7. Ćmy – reż. Wojciech Kuś
8. Domino – reż. Rafał Kotas
9. Ewa i Marcin – reż. Matej Bobrik
10. Gdyby ryby miały głos – reż. Tomasz Jurkiewicz
11. Http:// – reż. Bartosz Kruhlik
12. Ja nic nie chcę – reż. Katarzyna Kural, Paweł Ziemilski
13. Jutro mnie tu nie będzie – reż. Julia Kolberger
14. Koniec / Początek – reż. Natalia Kostenko
15. Kropla wody – reż. Jan Paweł Trzaska, Joaquin del Paso
16. Królowa – reż. Edyta Sewruk
17. The man who was the clarinet – reż. Tushar Prakash
18. MC. Człowiek z winylu – reż. Bartosz Warwas
19. Moja biedna głowa – reż. Adrian Panek
20. Możesz być kim chcesz? – reż. Magdalena Wleklik
21. Noc życia – reż. Antoni Królikowski
22. Nowa – reż. Tomasz Olejarczyk
23. Ogrodzenie – reż. Tomek Matuszczak
24. Osiem – reż. Artur Gortatowski
25. Osiem9 – reż. Paweł Jóźwiak-Rodan
26. Pick up – reż. Arek Biedrzycki
27. Po kryjomu – reż. Marta Matuszak
28. Pobaw się ze mną – reż. Piotr Sułkowski
29. Pod światło – reż. Paul Handley
30. Pod wiatr nie popłynie słodki zapach kwiatów – reż. Leszek Korusiewicz
31. Powrót - reż. Natalia Kostenko
32. Przez szybę – reż. Igor Chojna
33. Real – reż. Rafał Samusik
34. Sprawa Janusza W. – reż. Wojtek Jagiełło
35. Sublokator – reż. Marcin Bortkiewicz
36. Szelest - reż. Leszek Korusiewicz
37. Ścierwodziad – reż. Jakub Półtorak
38. Tańcz albo zdychaj – reż. Sindre Sandemo
39. Twist & blood – reż. Kuba Czekaj
40. Tylko dla obłąkanych – reż. Paweł Maślona
41. Urodziny – reż. Jenifer Malmqvist
42. Wystarczy zachować spokój – reż. Michał Gruszczyński
43. Za burtą – reż. Bartosz Paduch

## Panorama kina polskiego
1. 7 minut – reż. Maciej Odoliński
2. Belcanto – reż. Ryszard Maciej Nyczka
3. Dekalog 89 vol. 2 – reż. Leszek Korusiewicz, Marcin Bortkiewicz, Tomek Matuszczak, Bartosz Paduch, Wojtek Jagiełło
4. Gwiazda Kopernika – reż. Zdzisław Kudła, Andrzej Orzechowski
5. Huśtawka – reż. Tomasz Lewkowicz
6. Laura – reż. Radek Dunaszewski
7. Milczenie jest złotem – reż. Ewa Pytka
8. Nie ten człowiek – reż. Paweł Wendorff
9. Panoptikon – reż. Barbara Kurzaj, Sławomir Shuty
10. Projekt dziecko – reż. Adam Dobrzycki
11. Przebudzenie – reż. Wojciech Majewski
12. Tylko nie teraz – reż. Walerij Pendrakowski
13. Whisky z mlekiem – reż. Aleksandr Michajłow
14. Zgorszenie publiczne – reż. Maciej Prykowski
15. Zwerbowana miłość – reż. Tadeusz Król (reżyser)

## Skład jury

### Konkurs Główny
- Andrzej Barański – reżyser, scenarzysta (przewodniczący)
- Árni Óli Ásgeirsson – reżyser, scenarzysta
- Alicja Bachleda-Curuś – aktorka
- Andrzej Bart – prozaik, scenarzysta
- Jacek Petrycki – operator
- Waldemar Pokromski – charakteryzator
- Xawery Żuławski – reżyser, scenarzysta

### Konkurs Kina Niezależnego i Młodego Kina
- Bartosz Konopka – reżyser, scenarzysta (przewodniczący)
- Roma Gąsiorowska – aktorka
- Agnieszka Smoczyńska – reżyserka, scenarzystka
- Michał Konca – organizator festiwali filmowych
- Dominik Matwiejczyk – reżyser, scenarzysta, producent filmowy

## Laureaci

### Konkurs główny
- Złote Lwy:
  - „Różyczka”, reż. Jan Kidawa-Błoński
- Srebrne Lwy:
  - „Chrzest”, reż. Marcin Wrona
- Nagroda Specjalna Jury: 
  - „Mała matura 1947”, reż. Janusz Majewski
- Reżyseria: 
  - Feliks Falk („Joanna”)
- Scenariusz:
  - Feliks Falk („Joanna”)
- Debiut reżyserski: 
  - Marek Lechki („Erratum”)
- Rola kobieca: 
  - Magdalena Boczarska („Różyczka”)
- Rola męska: 
  - ex aequo Tomasz Schuchardt oraz Wojciech Zieliński (obaj „Chrzest”)
- Debiut aktorski: 
  - Marcin Walewski („Trzy minuty. 21:37” oraz „Wenecja”)
- Zdjęcia: 
  - Artur Reinhart („Wenecja”)
- Muzyka: 
  - Paweł Mykietyn („Trick”)
- Scenografia: 
  - Joanna Macha („Wenecja”)
- Drugoplanowa rola kobieca: 
  - Agnieszka Grochowska („Trzy minuty. 21:37”)
- Drugoplanowa rola męska: 
  - Janusz Chabior („Made in Poland”)
- Dźwięk: 
  - Wiesław Znyk, Joanna Napieralska („Różyczka”)
- Montaż: 
  - Piotr Kmiecik („Chrzest”)
- Kostiumy: 
  - Magdalena Biedrzycka („Joanna”)
- Charakteryzacja: 
  - Iwona Blicharz („Joanna”)

### Konkurs Kina Niezależnego
- Nagroda Główna Jury:
  - Prosta historia o miłości, reż. Arkadiusz Jakubik
- Nagroda Specjalna Jury:
  - Tam i z powrotem, reż. Michał Baczuń
- Wyróżnienia Honorowe:
  - Sławomir Pstrong – Plan
  - Michał Grzybowski – Non sono pronto

### Konkurs Młodego Kina
- Najlepszy Film (ex aequo):
  - Urodziny, reż. Jenifer Malmqvist
  - Twist & blood, reż. Jakub Czekaj
- Nagroda Specjalna:
  - Jutro mnie tu nie będzie, reż. Julia Kolberger
- Wyróżnienia honorowe:
  - Leszek Korusiewicz – Szelest
  - Igor Chojna – Przez szybę
  - Bartosz Warwas – Mc. Człowiek z winylu
  - Antoni Królikowski – Noc życia

### Nagrody pozaregulaminowe
- „Kryształowa Gwiazda”, Nagroda miesięcznika Elle: Anna Kazejak za reżyserię filmu Skrzydlate świnie
- „Złoty Klakier”, Nagroda Radia Gdańsk za najdłużej oklaskiwany film konkursowy: Różyczka w reżyserii Jana Kidawy-Błońskiego
- Nagroda organizatorów festiwali i przeglądów filmu polskiego za granicą: Erratum w reżyserii Marka Lechkiego
- „Złoty Kangur”, Nagroda australijskich dystrybutorów filmowych: Włodzimierz Niderhaus za produkcję filmu Różyczka
- Nagroda Sieci Kin Studyjnych i Lokalnych: Wenecja w reżyserii Jana Jakuba Kolskiego
- „Don Kichot”, Nagroda Polskiej Federacji Dyskusyjnych Klubów Filmowych: Chrzest w reżyserii Marcina Wrony
- Nagroda Dziennikarzy: Erratum w reżyserii Marka Lechkiego
- Bursztynowe Lwy dla producenta i dystrybutora filmu o najwyższej frekwencji w okresie wrzesień 2009-maj 2010: Patryk Vega (producent) i Andrzej Serdiukow (dystrybutor) za film Ciacho